# Guy Delisle
Pour les articles homonymes, voir Delisle.
Guy Delisle est un auteur de bande dessinée et animateur québécois, né le 19 janvier 1966 à Québec (Canada).
Il est connu pour ses bandes dessinées autobiographiques, dont Pyongyang, Chroniques birmanes, Chroniques de Jérusalem et Le Guide du mauvais père.

## Biographie
Après des études d'arts plastiques, Guy Delisle se tourne vers l'animation au Sheridan College d'Oakville (Ontario), il travaille dans différents studios à travers le monde, d'abord à Montréal pendant deux ans, puis en Europe (Allemagne, France), en Asie (Chine en 1995 et 1997, Viêt Nam, Corée du Nord, Jérusalem) et en Afrique (La Réunion). Il réalise en 1994 son premier court-métrage : Trois petits chats.
Ses expériences de superviseur d'animation en Asie fourniront ainsi matière à deux albums autobiographiques, Shenzhen en 2001 et Pyongyang en 2003, diffusés en France par la maison d'édition l'Association.
Paru en 2007, Chroniques birmanes relate un séjour d'une année qu'il effectue à Yangon où il suit son épouse, qui travaille Médecins sans frontières.
Quatre ans plus tard paraît Chroniques de Jérusalem qui relate l'année 2008-2009 passée par la famille en Israël — il a en particulier vécu l'Opération plomb durci sur la bande de Gaza en décembre 2008. L'album lui vaut le prix du meilleur album au festival d'Angoulême en 2012. Ses ouvrages sont traduits dans plusieurs langues.
Le réalisateur américain Gore Verbinski et le scénariste Steve Conrad devaient porter l'album Pyongyang au cinéma, Verbinski en ayant acquis les droits à l'été 2012, mais ce projet est annulé à la fin de 2014 à la suite des menaces entourant L'Interview qui tue !, un autre film sur la Corée du Nord,.
À partir de 2013, il entreprend la chronique humoristique de la vie de famille avec Le Guide du mauvais père (Delcourt), des histoires courtes sur la difficulté d'élever ses enfants. Auparavant, Delisle s'est inspiré de ses enfants avec la série Louis, démarrée en 2005 (Delcourt).
En 2016 paraît S'enfuir, récit d'un otage français dans le Caucase.

## Œuvres
- L'aventure est au coin de la rue, Opossum Production, juin 1996
- Réflexion, Collection Patte de Mouche, L'Association, 1996  (ISBN 2-909020-72-X)
- Aline et les autres, L'Association, 1999  (ISBN 2-84414-015-7)
- Shenzhen, L'Association, 2000  (ISBN 2-84414-035-1)
- Inspecteur Moroni, Dargaud, coll. « Poisson pilote » :

1. Premiers pas, 2001  (ISBN 2-205-05081-8)[9]
2. Avec ou sans sucre, 2002  (ISBN 2-205-05256-X)
3. Le Syndrome de Stockholm, 2004  (ISBN 2-205-05551-8)

- Albert et les autres, L'Association, 2001  (ISBN 2-84414-074-2)
- Comment ne rien faire, La Pastèque, 2002  (ISBN 2-922585-09-3)[10]
- Pyongyang, L'Association, 2003  (ISBN 2-84414-113-7)
- Louis au ski, Delcourt, collection Shampooing, 2005  (ISBN 2-84789-970-7)
- Chroniques birmanes, Delcourt, collection Shampooing, 2007  (ISBN 978-2-7560-0933-9)
- Louis à la plage, Delcourt, collection Shampooing, 2008  (ISBN 978-2-7560-1458-6)
- Chroniques de Jérusalem, Delcourt, collection Shampooing, 2011  (ISBN 978-2-7560-2569-8) - Fauve d'or : prix du meilleur album en 2012
- Le Guide du mauvais père[11], Delcourt, collection Shampooing

1. tome 1, 2013  (ISBN 978-2-7560-3873-5)
2. tome 2, 2014  (ISBN 978-2-7560-4777-5)
3. tome 3, 2015  (ISBN 978-2-7560-6647-9)
4. tome 4, 2018  (ISBN 978-2-413-00280-2)

- S'enfuir, récit d'un otage, Dargaud, 2016  (ISBN 978-2-205-07547-2)
- Ici ou ailleurs, avec Jean Echenoz (préface), L'Association « Hors collection », 2019  (ISBN 978-2844147455)[12].
- Chroniques de jeunesse, Delcourt, collection Shampooing, 2021  (ISBN 9782413039310)
- Pour une fraction de seconde, Delcourt, collection Shampooing, 2024  (ISBN 9782413085850) - Sélection officielle Festival d'Angoulême 2025

## Expositions
- Intervalles Shenzhen - Pyongyang, production CREA - illiko, scénographie Bekir AYSAN (Beko)
- Festival illiko Kingersheim - France - mai 2005
- Festival BD-FIL Lausanne - Suisse - septembre 2005
- Festival Plein la bobine Auvergne - France - juillet 2006
- Mikros Image Paris - France - mars 2007
- Zootropie 1 Chicoutimi - Canada - septembre 2007

## Filmographie
Guy Delisle a travaillé sur plusieurs productions d'animation, dont :
- 1987 : La Bande à Ovide (série télévisée)
- 1990 : Les Oursons volants (série télévisée)
- 1990 : Sharky et Georges (série télévisée)
- 1992 : Pico et Columbus : Le Voyage magique de Michael Schoemann
- 1993 : Les Animaux du Bois de Quat'sous (série télévisée)
- 1994 : Le Moine et le Poisson (court métrage) de Michael Dudok de Wit
- 2001 : La Famille Passiflore (série télévisée)

## Distinctions
- 2008 :  Prix Albéric-Bourgeois pour Chroniques birmanes
- 2012 : 
  -  Fauve d'or : prix du meilleur album du festival d'Angoulême pour Chroniques de Jérusalem[13]
  -  Prix Albéric-Bourgeois pour Chroniques de Jérusalem
- 2014 :
  -  Prix Urhunden du meilleur album étranger pour Pyongyang
  -  Prix Sproing de la meilleure bande dessinée étrangère pour Chroniques de Jérusalem
- 2017 : 
  -  Prix Joe-Shuster du meilleur auteur pour S'enfuir, récit d'un otage
  -  Finaliste du Prix de la BD Fnac[14] pour S'enfuir, récit d'un otage
- 2018 :
  -  Salon Livre Paris : Prix littéraire des lycéens, apprentis et stagiaires de la formation professionnelle du Val-d'Oise pour S'enfuir, récit d'un otage[15]
- 2025 :
  -  Salon du Livre d'Hossegor : Prix des lycéens de la BD historique 2025 avec "Pour une fraction de seconde"